# SN 2003af
SN 2003af – supernowa typu Ia odkryta 3 lutego 2003 roku w galaktyce A111021+2324. W momencie odkrycia miała maksymalną jasność 15,60m.